# Смолянська область
Смолянська область (болг. Област Смолян) — область в Південно-центральному регіоні Болгарії. Межує на півдні з Грецією.
| Болгарія | Це незавершена стаття з географії Болгарії. Ви можете допомогти проєкту, виправивши або дописавши її. |